# Clubes de remo del delta del Paraná

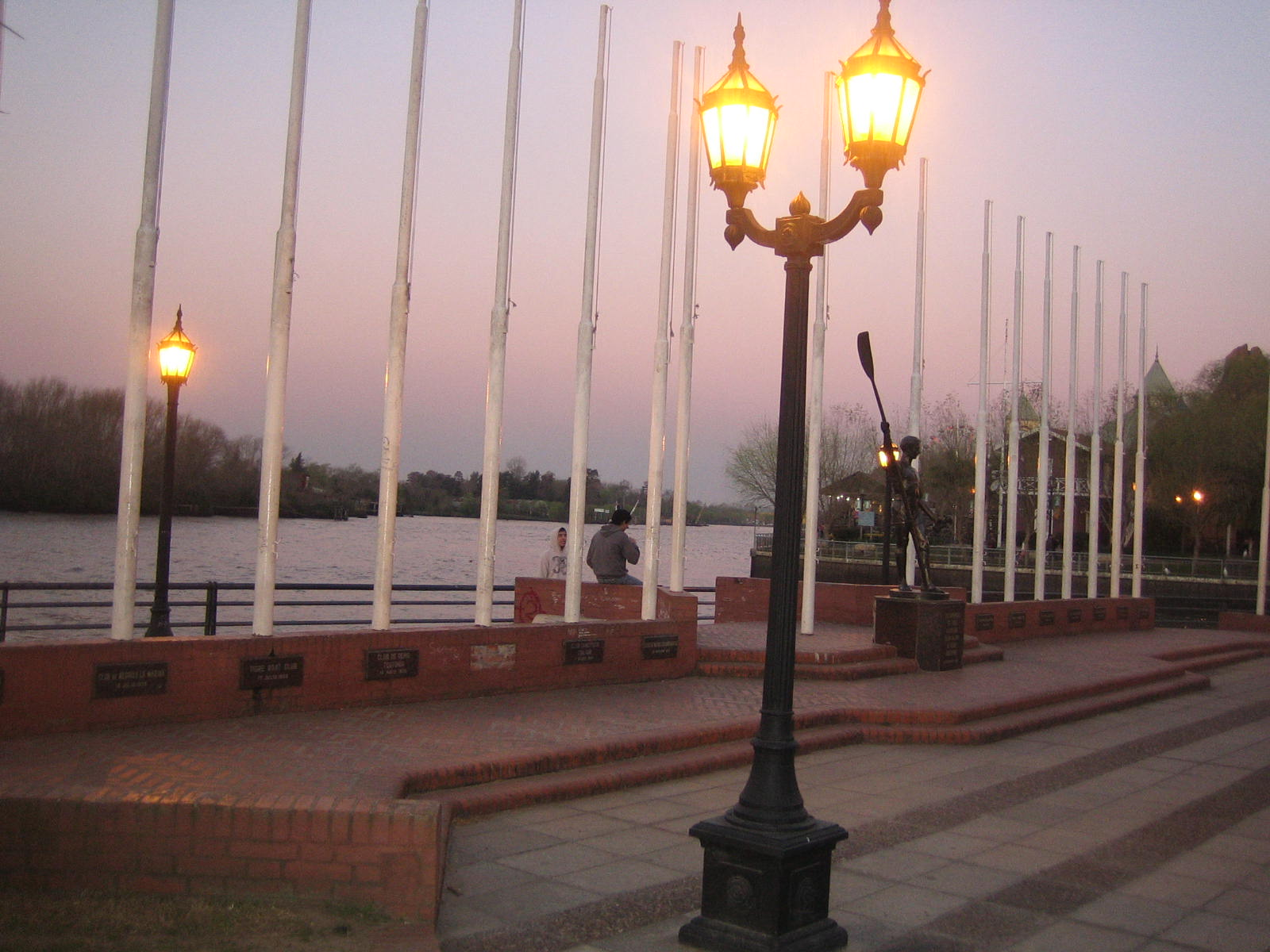
Esquina del río Tigre con el río Luján. En ella hay una placa y una bandera para cada uno de los quince clubes históricos de remo del delta del Paraná.

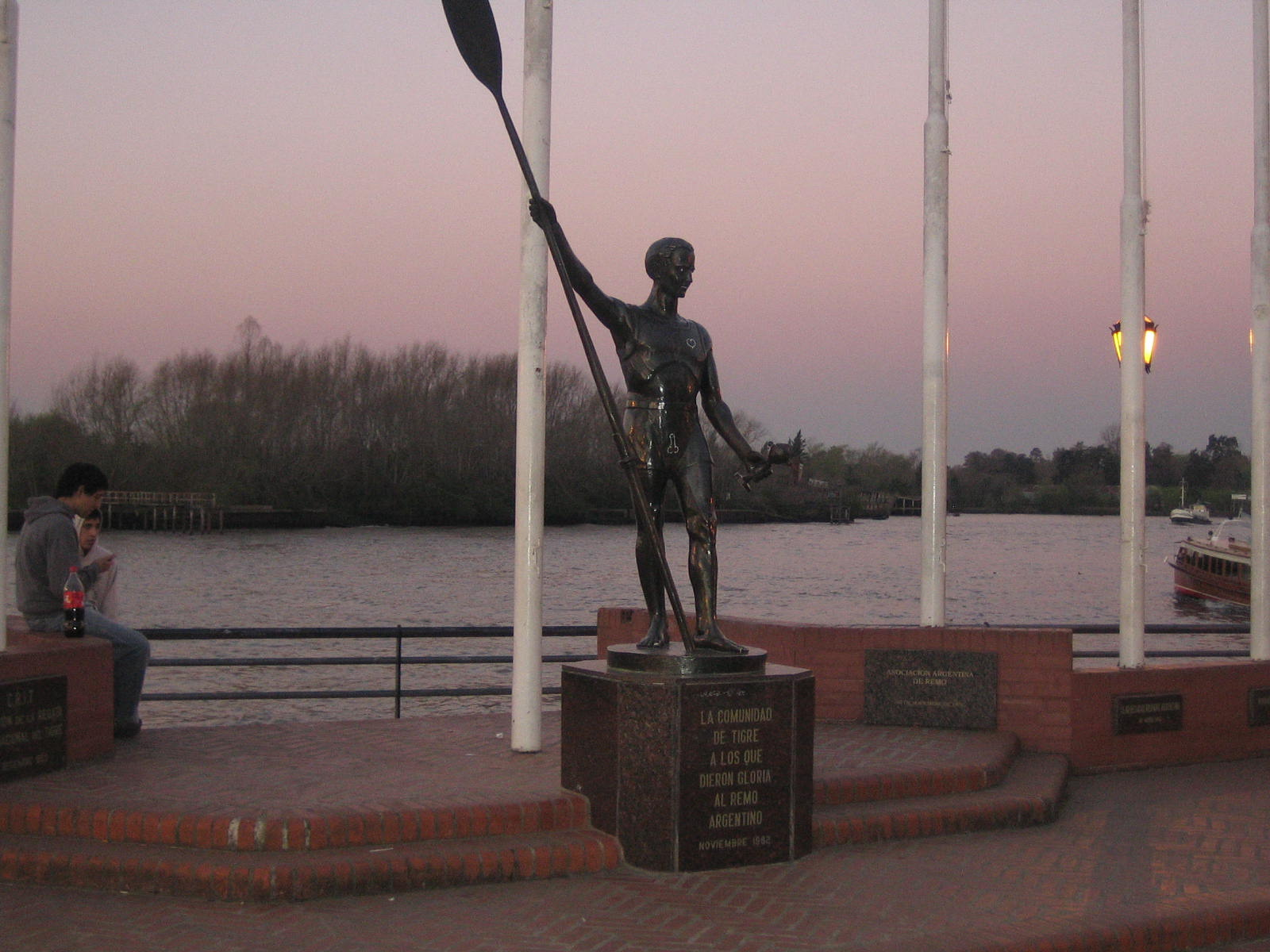
"Monumento al Remero", se encuentra junto a las placas de los clubes de remo.

Ubicación del Partido de Tigre, municipio donde se encuentran casi la totalidad de los clubes del Delta del Paraná.

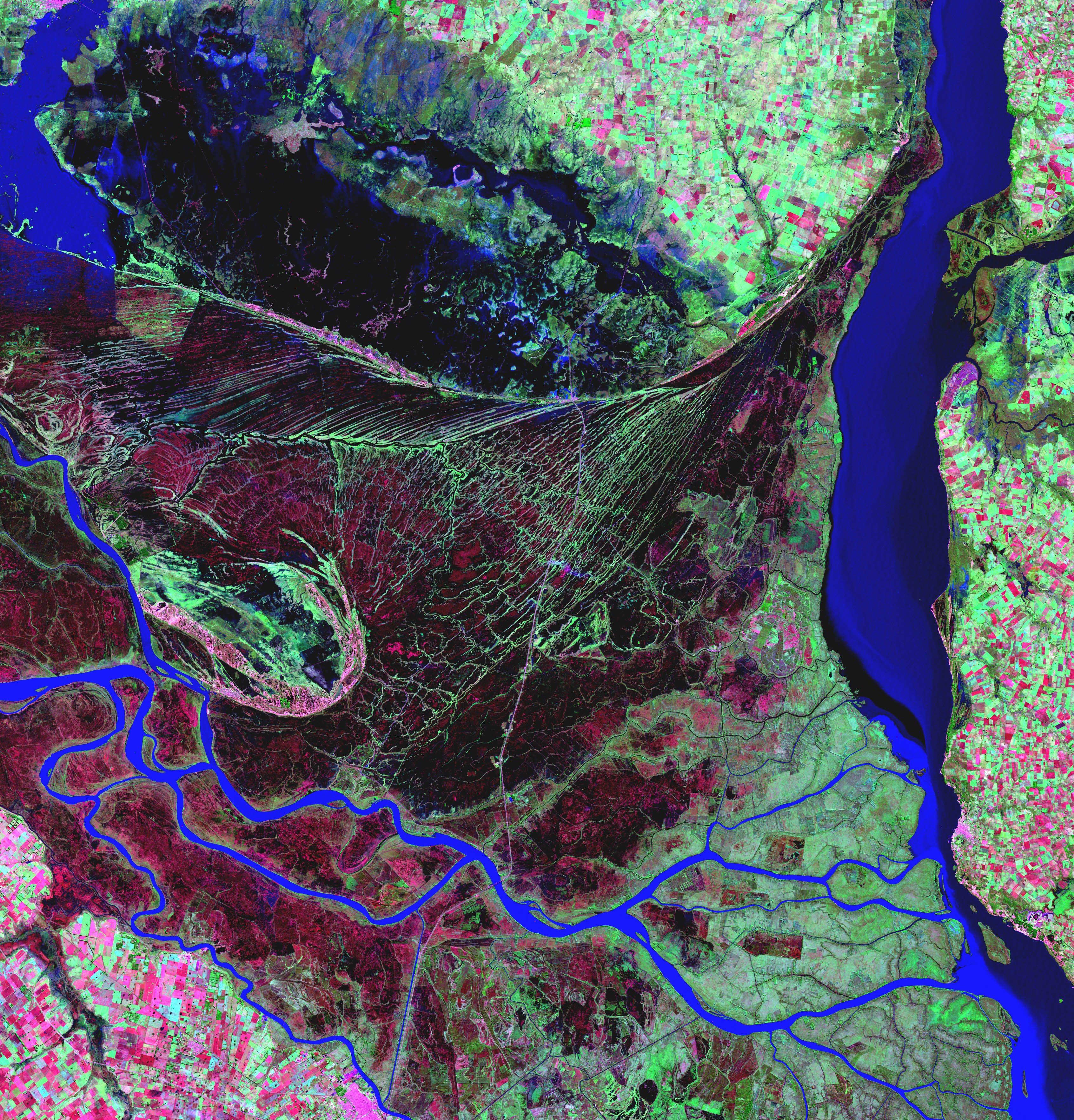
Imagen en falso color del delta del Paraná, realizada usando longitudes de onda en el rango correspondiente al infrarrojo y al verde.

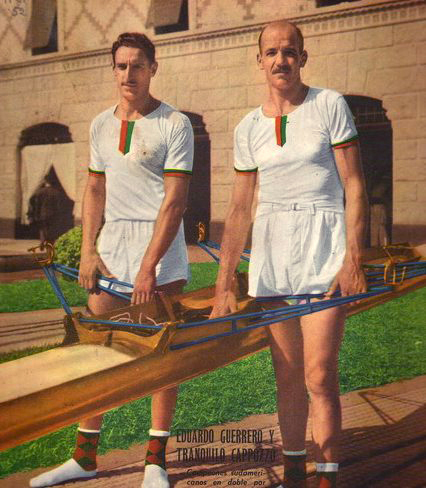
Eduardo Guerrero (izq) y Tranquilo Cappozzo, luego de ganar la medalla de oro en Helsinki, 1952. Tapa de la revista El Gráfico, en el fondo el edificio del Club Canottieri Italiani.

Los clubes de remo del delta del río Paraná son en casi su mayoría clubes con una larga historia deportiva, sobre todo en lo referente a la historia del remo, 14 de estos se encuentran en la ciudad de Tigre en la Provincia de Buenos Aires (ciudad ubicada a unos 31 km de la ciudad de Buenos Aires, Argentina) y un club, el Club San Fernando, se encuentra situado en la ciudad de San Fernando en la provincia de Buenos Aires, este último a unos 28 km de la ciudad de Buenos Aires y a 3 kilómetros del Tigre, adicionalmente hay más clubes más al norte de la Provincia de Buenos Aires y al sur de la provincia de Entre Ríos.
Muchos de estos clubes han sido fundados por inmigrantes (en su mayoría europeos) a finales del siglo XIX y principios del siglo XX.

## Ubicación
Los clubes se ubican sobre dos ríos, el río Tigre y el río Luján, ambos pertenecientes al delta del río Paraná.
La zona del delta del Paraná posee características especiales por ser una suerte de entrelazado de ríos que conforman un laberinto de islas de cientos de kilómetros cuadrados a unos 30 km de la Ciudad de Buenos Aires.
Es especialmente apto para el remo y otros deportes náuticos por contar con amplios y calmados ríos, muchos de ellos no se aprecian el movimiento de las aguas. Los más alejados de la Ciudad de Buenos Aires son los más deshabitados siendo el tráfico de lanchas y barcos menor. El delta del Paraná une Argentina con Uruguay, pudiendo navegar por el laberinto del delta para poder llegar de un país al otro.

## Historia
La historia de los clubes de remo en el delta del Paraná comenzó en 1870 cuando un grupo de jóvenes aficionados al remo, realizaron un recorrido que unió un muelle cercano al Puerto de Buenos Aires con la ciudad de Tigre, el viaje duró aproximadamente tres horas.
El 12 de febrero de 1871, este mismo grupo corrió una regata amistosa en el río Luján, considerando luego a esta vía fluvial como la más apta para el remo. Desde entonces la práctica de ese deporte se hizo más intensa en la zona.
El 10 de diciembre de 1873 algunos jóvenes corrieron la primera regata oficial en Argentina, transcurrida en el Tigre, más específicamente en el Río Luján.
Fue un acontecimiento social y deportivo al que concurrió el entonces Presidente de la República, don Domingo Faustino Sarmiento. Este acontecimiento provocó la pronta radicación en el Tigre de innumerables clubes de remo. 
Con el aporte de las colectividades inglesa, española, francesa, nórdicas, italiana y otras, varios clubes pueblan las riberas de los Ríos Luján y Tigre.
Seis días más tarde de aquel 10 de diciembre de 1873, los remeros que habían participado se reunieron en el café "Gymnasium" situado en el cruce de la calle Florida y la avenida Corrientes y fundaron el Buenos Aires Rowing Club, decano del deporte náutico y sinónimo del remo nacional. Siendo entonces este el club "fundador" de la zona. Actualmente el club continua en funcionamiento junto con otros 14 clubes náuticos (o de remo, y a veces llamado clubes "rowing")
A este primer club le siguieron las fundaciones del Club de Regatas La Marina en 1876, el Tigre Boat Club en 1888 y en el año 1889 el Club de Remo Teutonia. En los años subsiguientes se formaron grupos, que según su colectividad designaban el Club.
El 21 de septiembre de 1893 se fundó la Unión de Regatas del Río de La Plata (URRP) entidad que organiza ese mismo año, la primera regata oficial, siendo el punto de partida de la difusión y organización oficial del remo de competencia en la Argentina. 
Debido al notable auge que este deporte experimentó, en 1901 la URRP, decide disolverse para pasar a ser en 1902, la Comisión de la Regata Internacional de Tigre (CRIT) y crear y dar paso a la Unión de Remeros Aficionados del Río de la Plata (actual Asociación Argentina de Remeros Aficionados), que se encarga de la dirección del remo en Argentina. En tanto la CRIT se encarga de organizar y fiscalizar las regatas oficiales.
La Municipalidad de Tigre, basándose en las características particulares del lugar privilegiado por su naturaleza, se había convertido en centro de miniturismo y paralelamente había sido el punto de origen del remo como deporte; designa en el año 1973 a Tigre como "Capital del Miniturismo y Cuna del Remo Argentino".

## Colectividades fundadoras y clubes fundados por estas
Existen un total de 13 colectividades (en su mayoría europeas) que fundaron la mayoría de los clubes actualmente existentes en el delta del Paraná. La lista de los clubes fundados por colectividades extranjeras es (agrupada por colectividad):
- Alemana - Club de Remo Teutonia
- Argentina - Buenos Aires Rowing Club, Club Náutico Hacoaj, Nordelta, Rowing Club Argentino
- Española - Club de Regatas Hispano Argentino
- Belga - Club de Regatas L'Aviron
- Francesa - Club de Regatas L'Aviron
- Inglesa - Buenos Aires Rowing Club, Campana Boat Club, Rowing Club Argentino, Tigre Boat Club y Tigre Sailing Club
- Italiana - Club Canottieri Italiani
- Judía - Club Náutico Hacoaj comunidad judía
- Suiza - Club Suizo de Buenos Aires y Club de Regatas L'Aviron
- Noruega - Club de Remeros Escandinavos
- Sueca - Club de Remeros Escandinavos
- Finlandesa - Club de Remeros Escandinavos
- Danesa - Club de Remeros Escandinavos

La lista completa de clubes náuticos del Delta del Paraná se encuentra en un anexo.

## Logros deportivos
Los últimos campeones olímpicos que tuvo la Argentina en remo fueron: Tranquilo Cappozzo (perteneciente al Club Canottieri Italiani) y Eduardo Guerrero (este último perteneciente al Club de Regatas La Marina) que ganaron una medalla de oro en los Juegos Olímpicos de Helsinki 1952m, sin embargo su carrera se terminó en 1955 cuando el dictador Pedro Eugenio Aramburu dictó la suspensión de varios deportistas por razones políticas, por lo que no pudo participar en los Juegos Olímpicos de Montreal en 1956.
Con el paso de los años, las regatas promocionadas por la CRIT fueron creciendo y prestigiándose con la participación de tripulaciones locales y de otros países.
Estos clubes poseen muchos de los logros más importantes del remo argentino.
En 1924 un ocho (un bote de 8 remeros) se clasificó en los Juegos Olímpicos de París. 
En 1936, en los Juegos Olímpicos de Berlín, se obtuvo un tercer puesto con un doble (un bote de 2 remeros). 
El gran triunfo fue dado en 1952, en los Juegos Olímpicos de Helsinki, con los dos remeros Cappozzo y Guerrero.
Alberto Demiddi singlista, participó en tres finales olímpicas Tokio 1964, México 1968 (bronce) y Múnich 1972 (plata). En 1970 fue Campeón Mundial y campeón Europeo. Obtuvo el primer puesto la regata Henley (Henley Royal Regatta). Fue campeón panamericano en Winnipeg '67 y Cali '71. Fue el más prolífico de los remeros argentinos y uno de los mayores deportistas que tuvo Argentina en el siglo XX.
Otra gloria del remo argentino es Ricardo Ibarra, tres veces campeón panamericano.
Por la historia del remo y las victorias deportivas, el Tigre es a veces llamado por su trayectoria en este deporte y por sus catorce clubes de remo "La Cuna del Remo Argentino".

## Edificios de los clubes

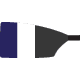
Buenos Aires Rowing Club.
- Club de Regatas L'Aviron.
- Club de Regatas La Marina.
- Club de Remeros Escandinavos.
- Rowing Club Argentino.
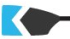
Tigre Boat Club.
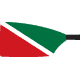
Club Canottieri Italiani.
- Tigre Sailing Club.
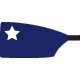
Club de Regatas Hispano Argentino.
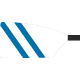
Club Náutico Hacoaj.
- Nahuel Rowing Club.
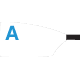
Club de Regatas América.
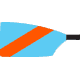
Club Regatas Hispano Argentino.
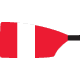
Club Regatas La Marina.
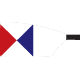
Club Regatas L'Aviron.
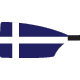
Club Remeros Escandinavos.
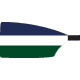
Club San Fernando.
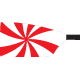
Club Suizo de Buenos Aires.
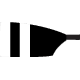
Nahuel Rowing Club.
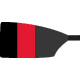
Rowing Club Argentino.
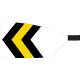
Tigre Boat Club.

club regatas San Nicolás de los arroyos

## Remos de los clubes

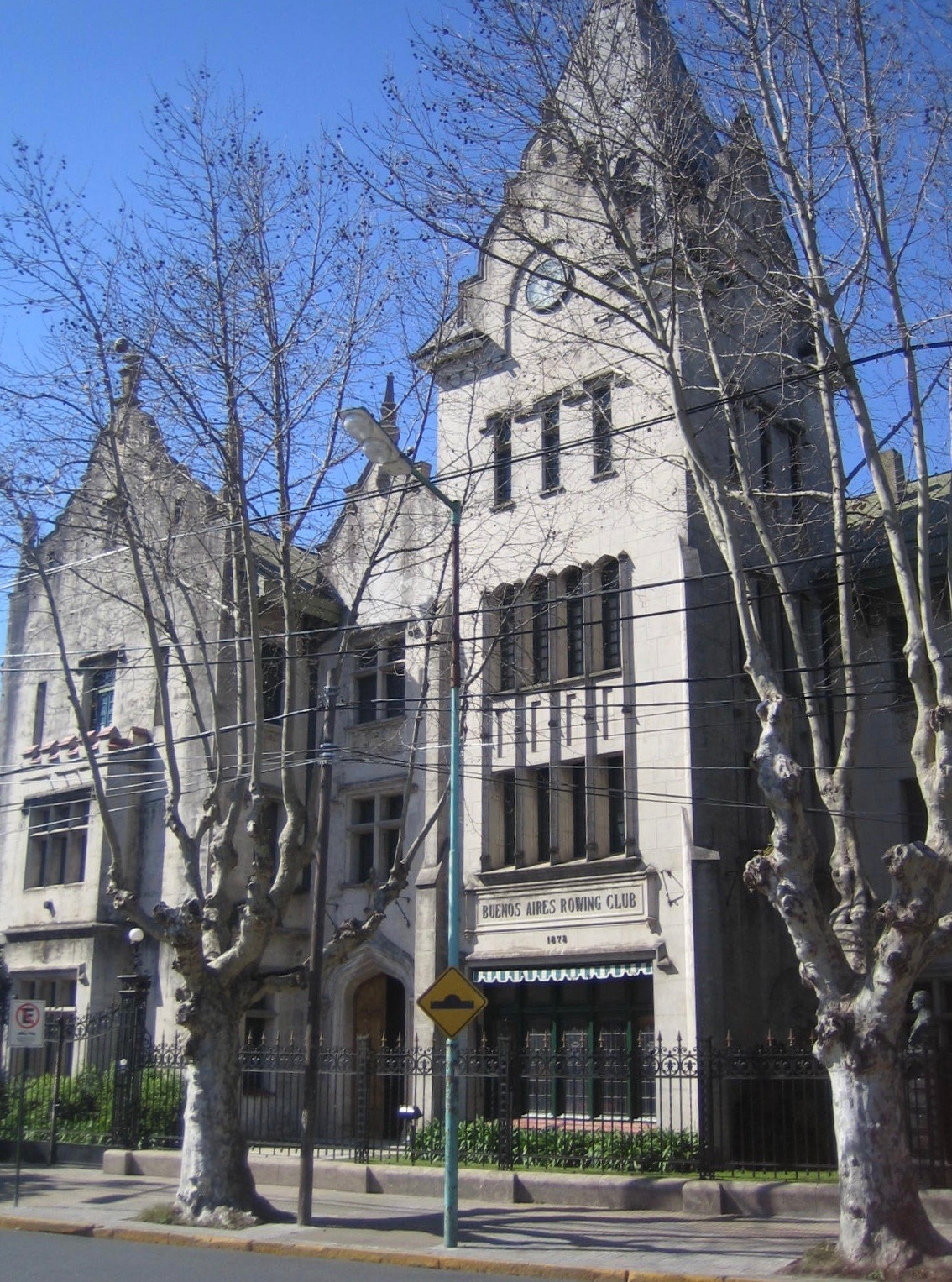
Buenos Aires Rowing Club.
- Campana Boat Club.
- Club Canottieri Italiani.
- Club de Remo Teutonia.
- Club Náutico Hacoaj.
- Club Regatas América.
- Club Regatas Hispano Argentino.
- Club Regatas La Marina.
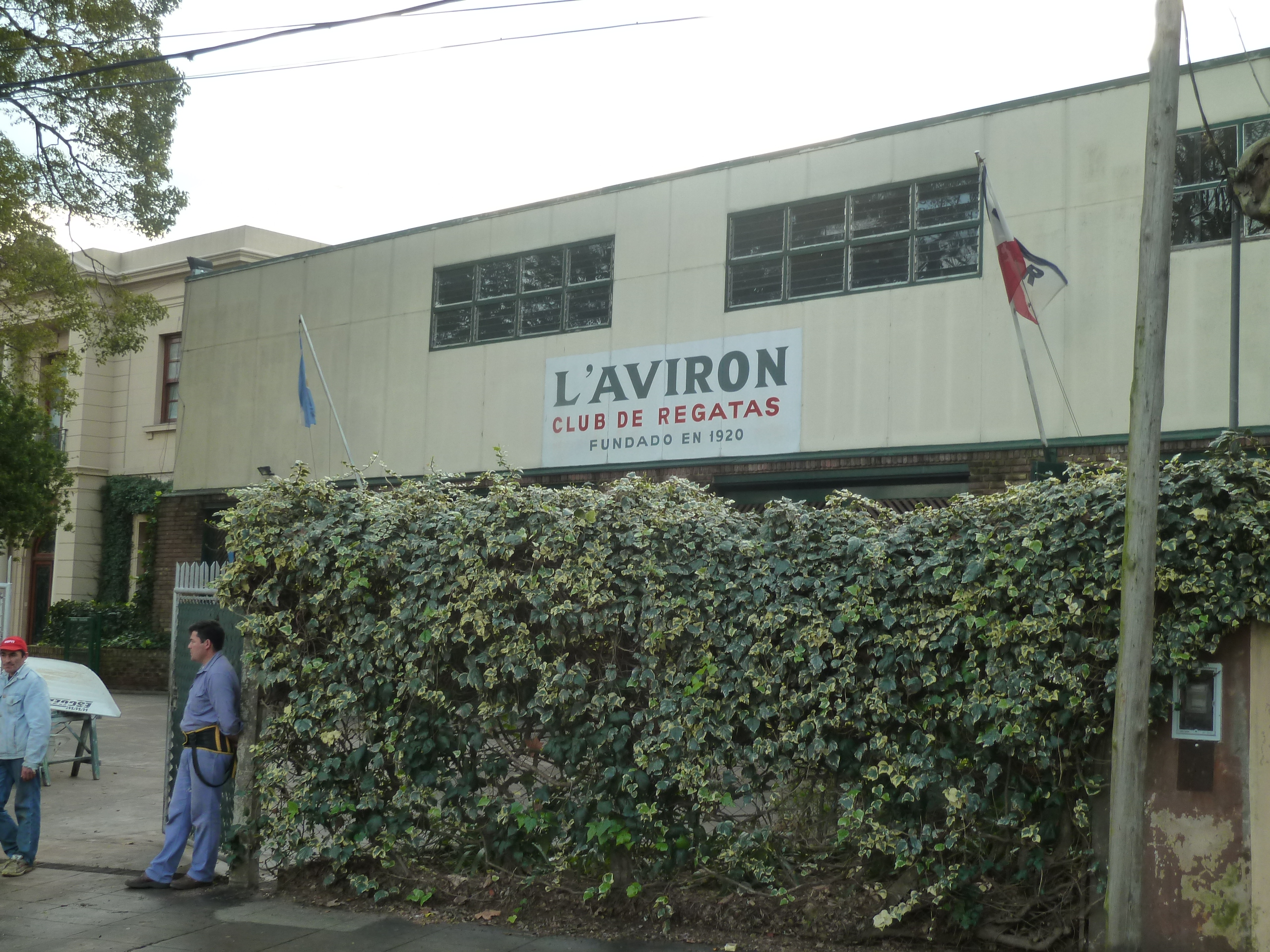
Club Regatas L'Aviron.
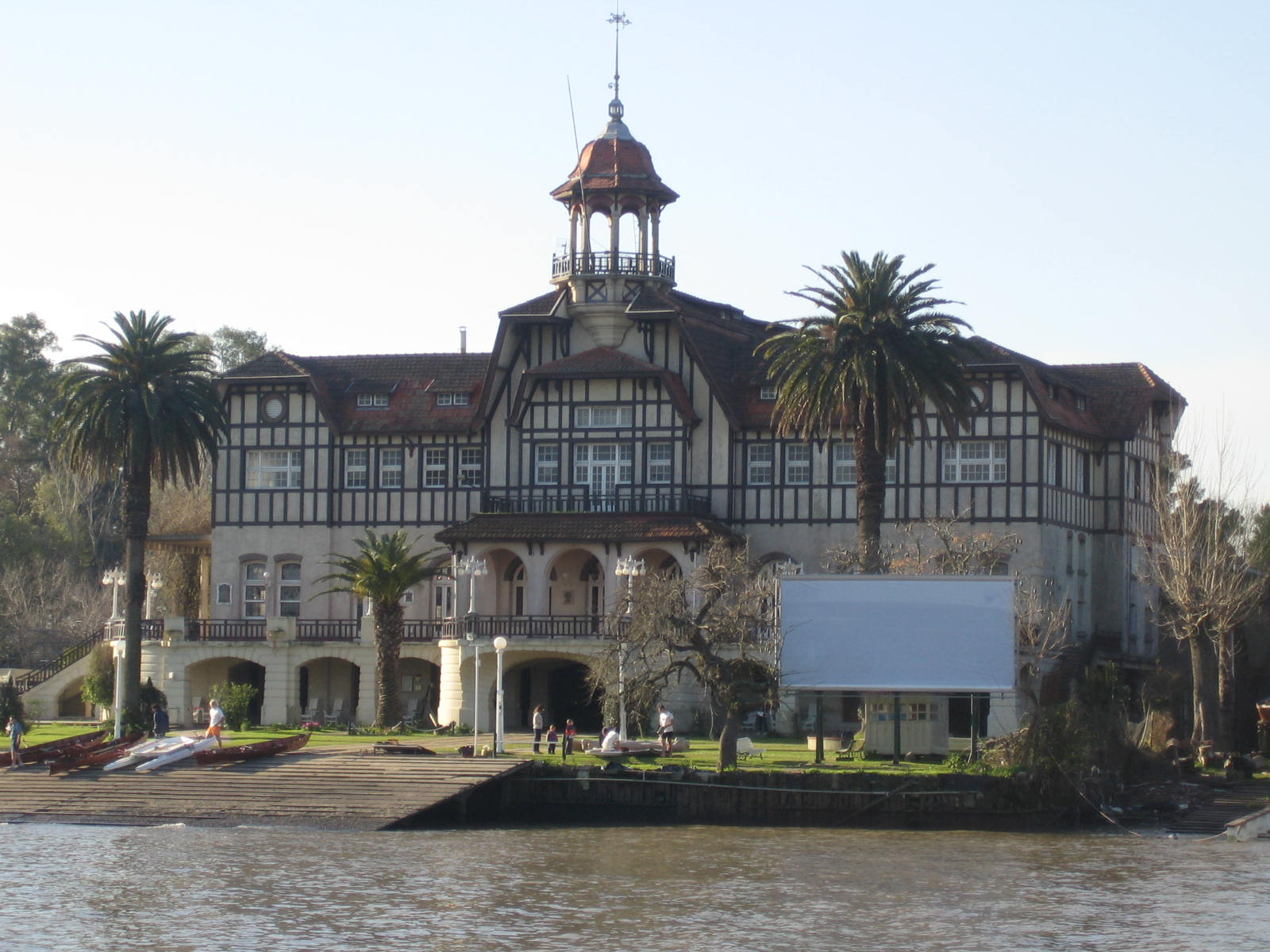
Club de Regatas La Marina.
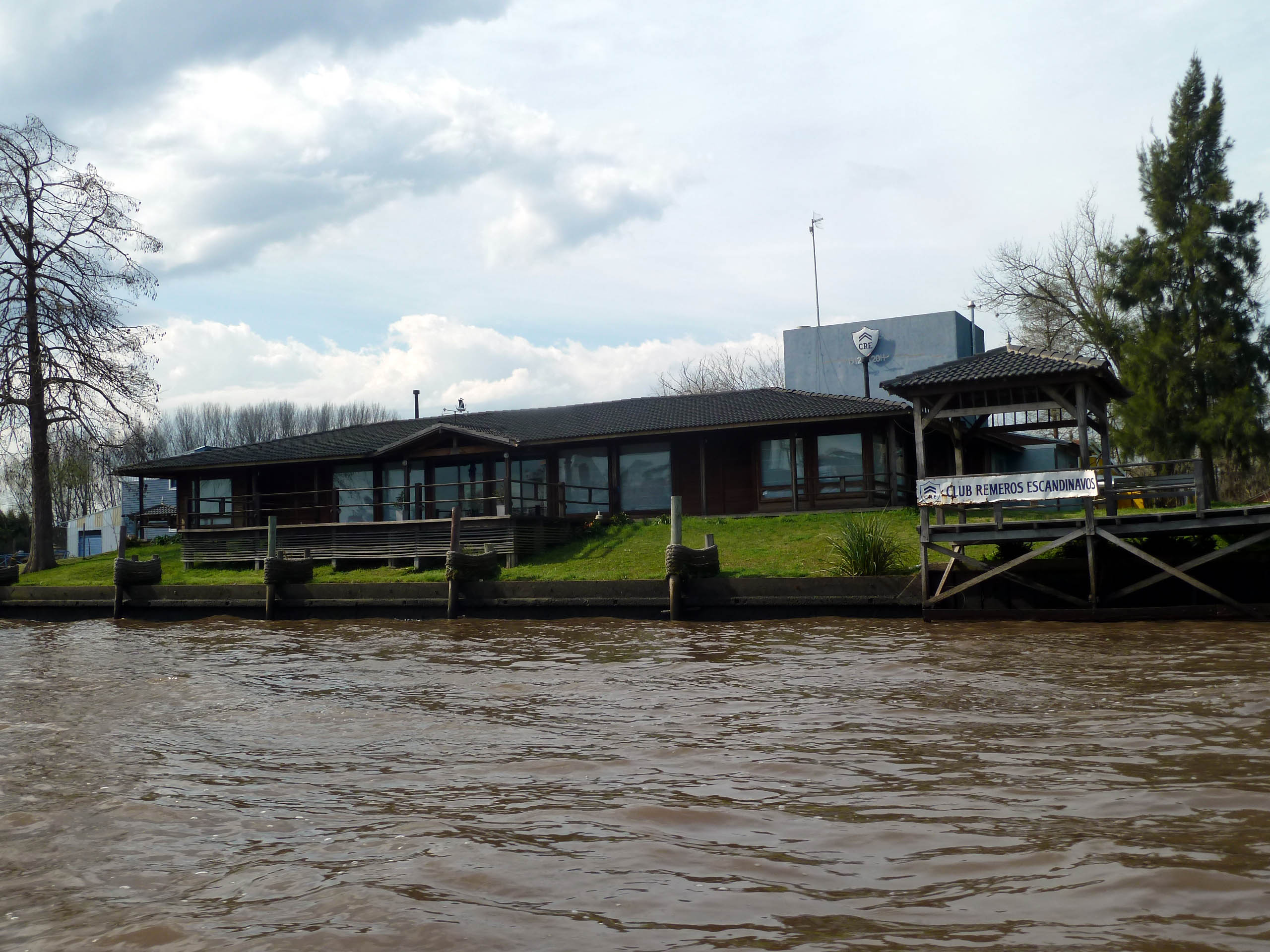
Club Remeros Escandinavos.
- Club San Fernando.
- Club Suizo de Buenos Aires.
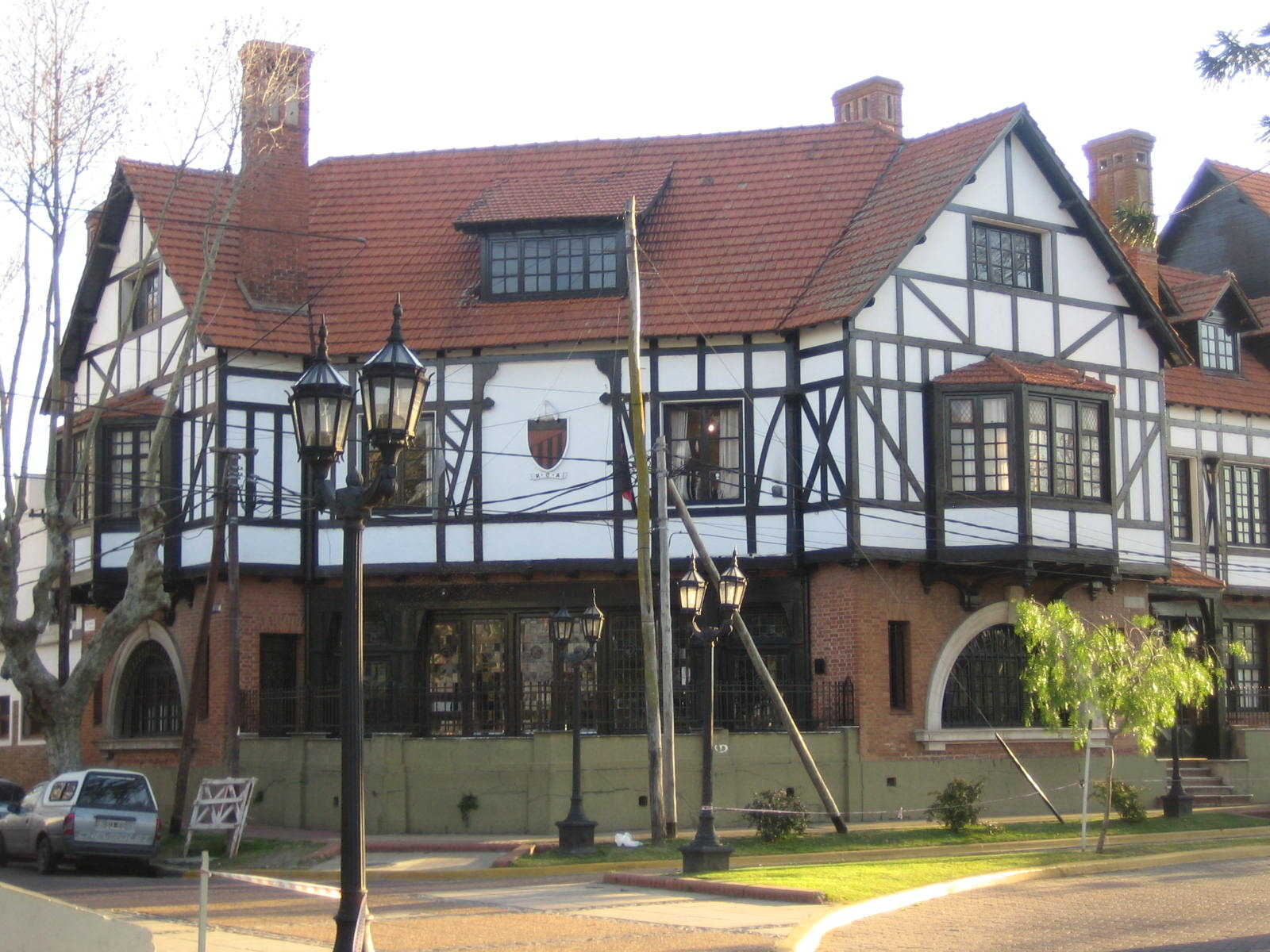
Nahuel Rowing Club.
- Rowing Club Argentino.
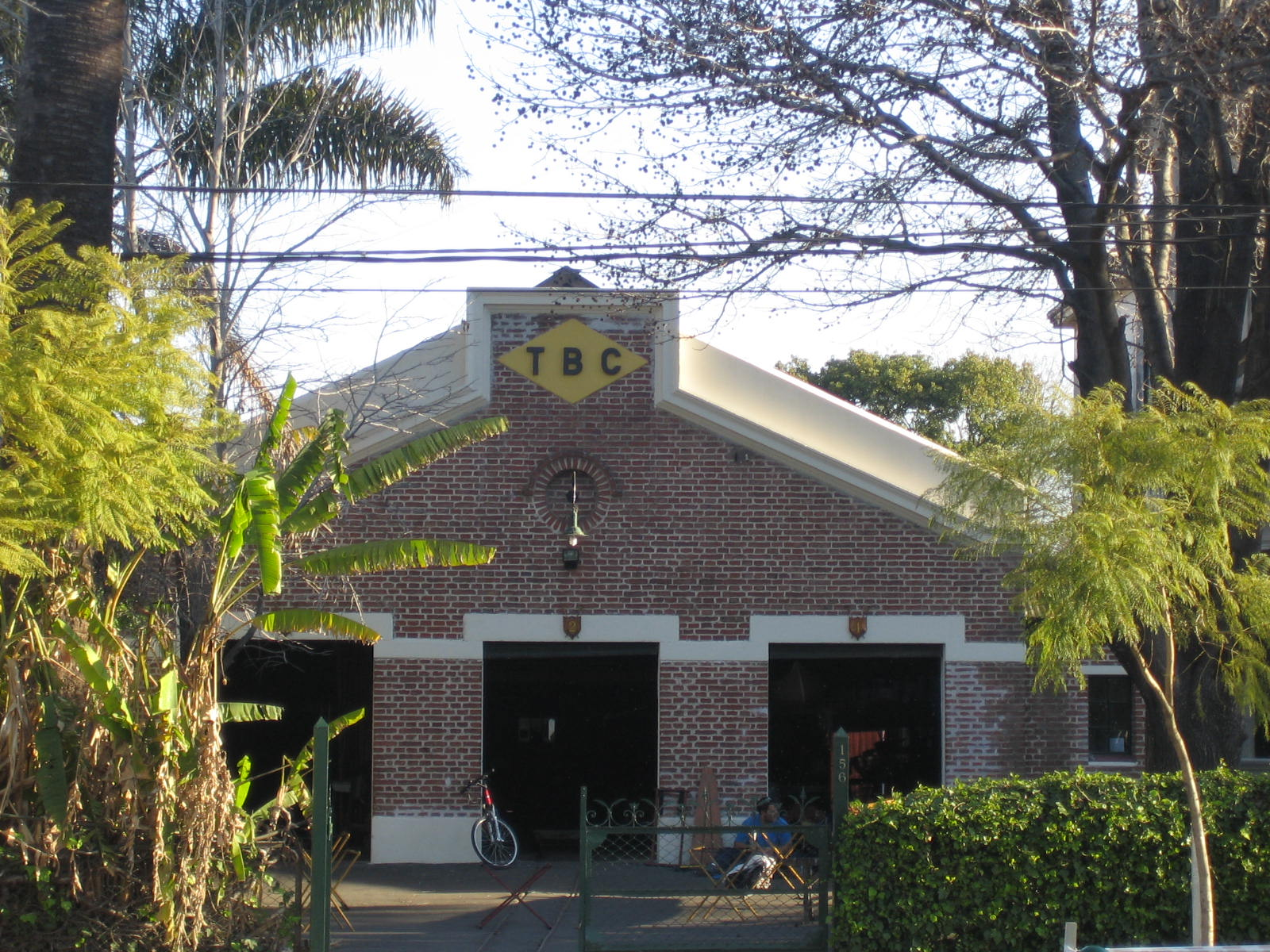
Tigre Boat Club.
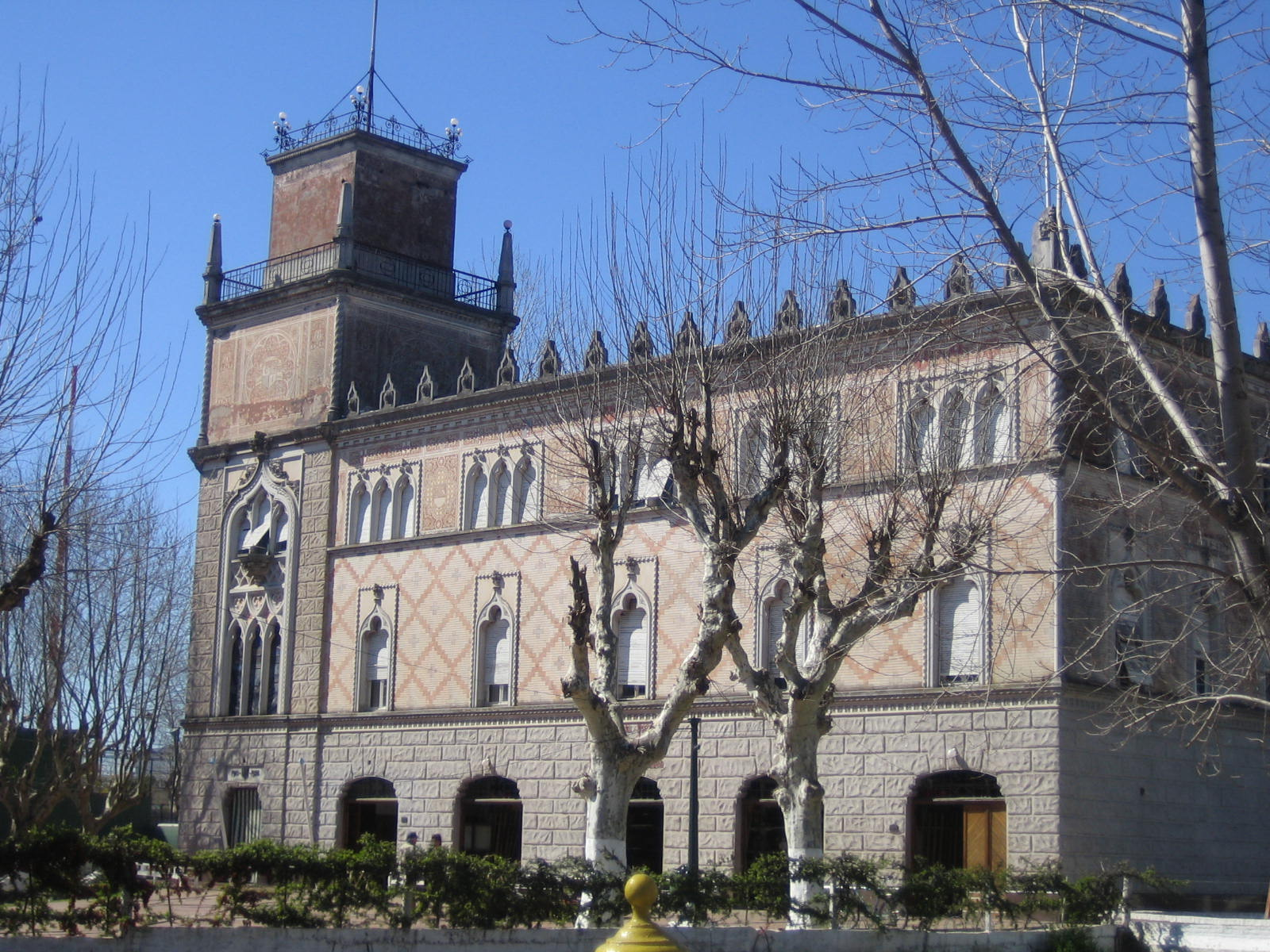
Club Canottieri Italiani.
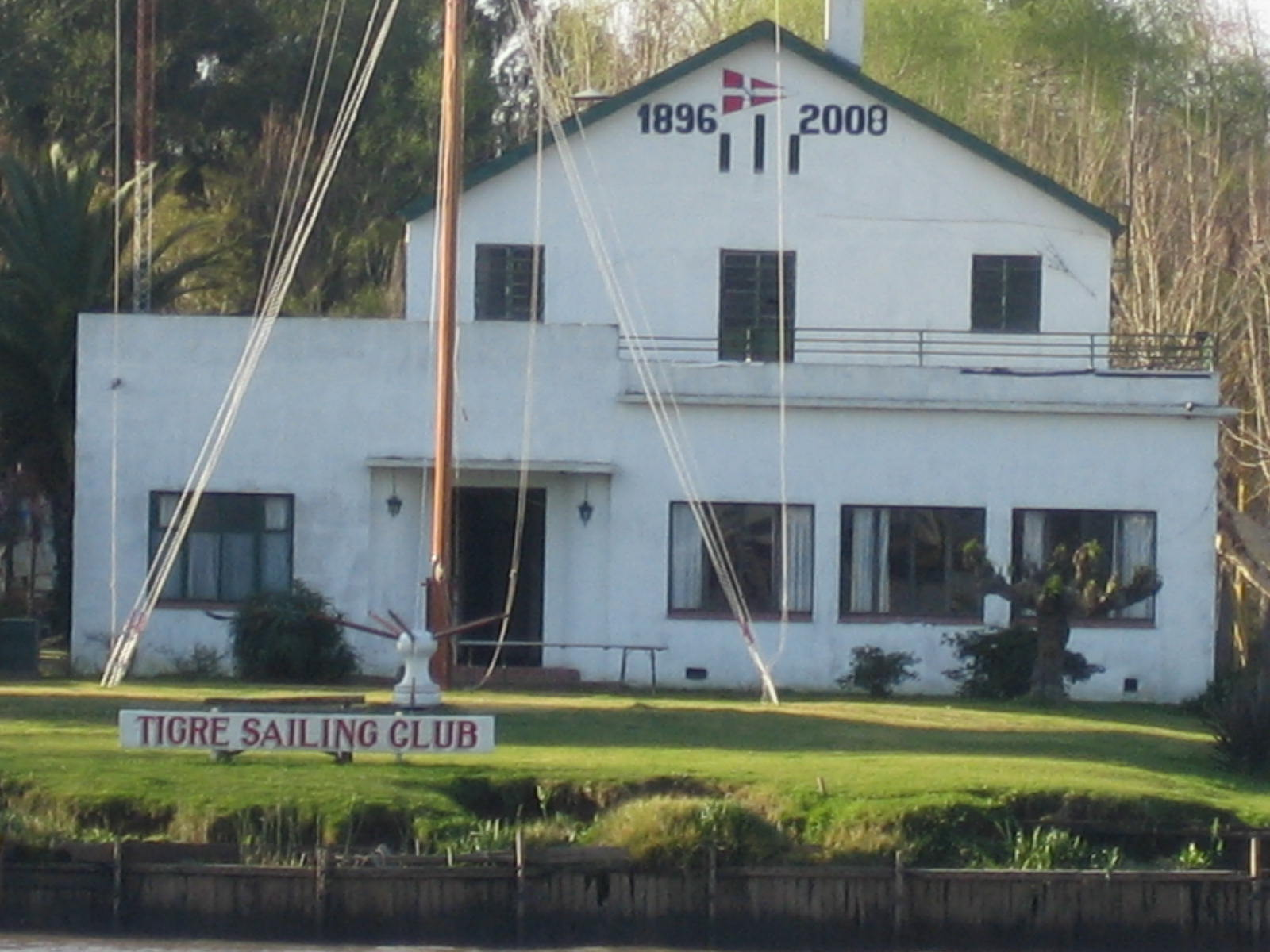
Tigre Sailing Club.
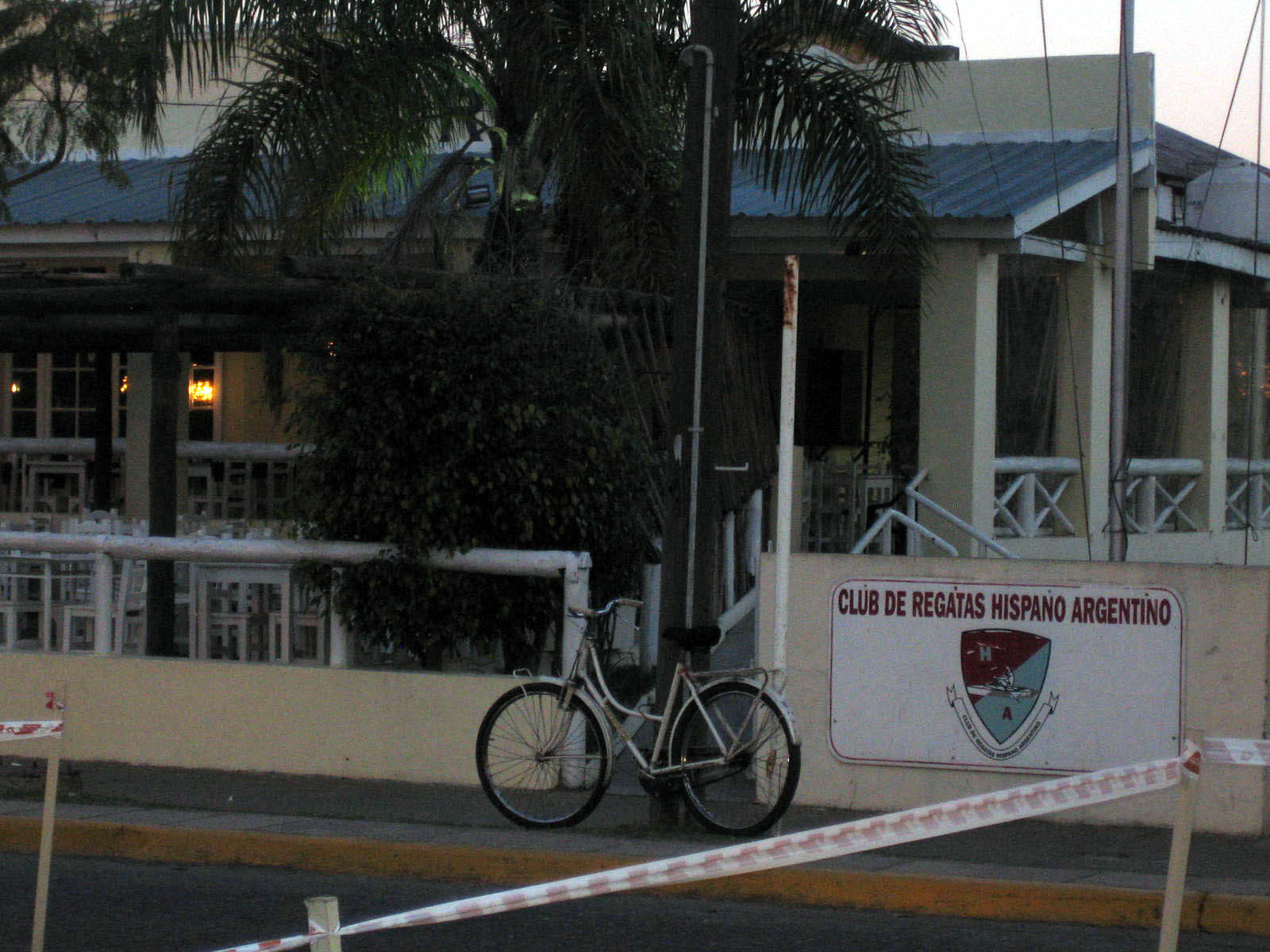
Club de Regatas Hispano Argentino.
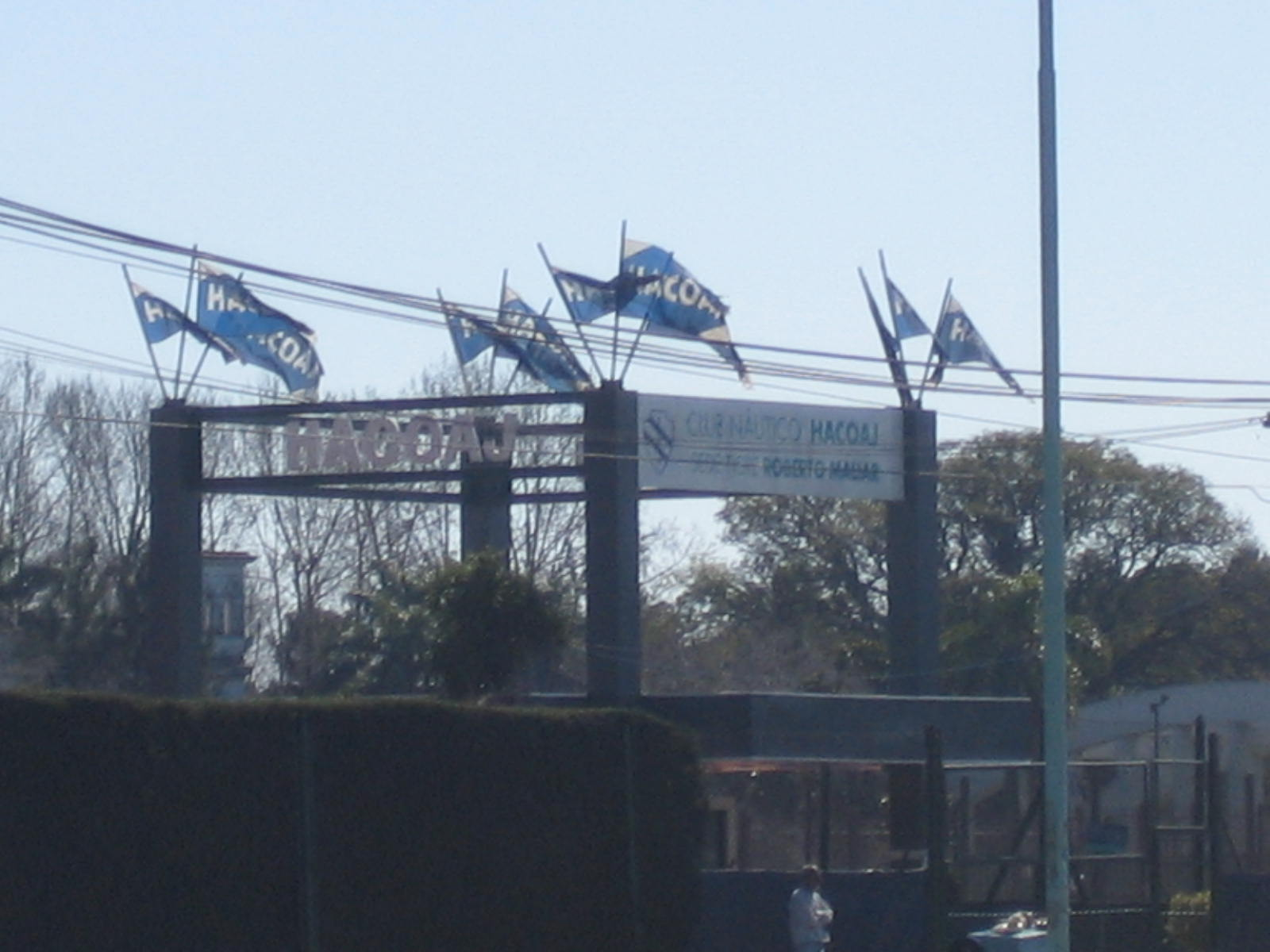
Club Náutico Hacoaj.
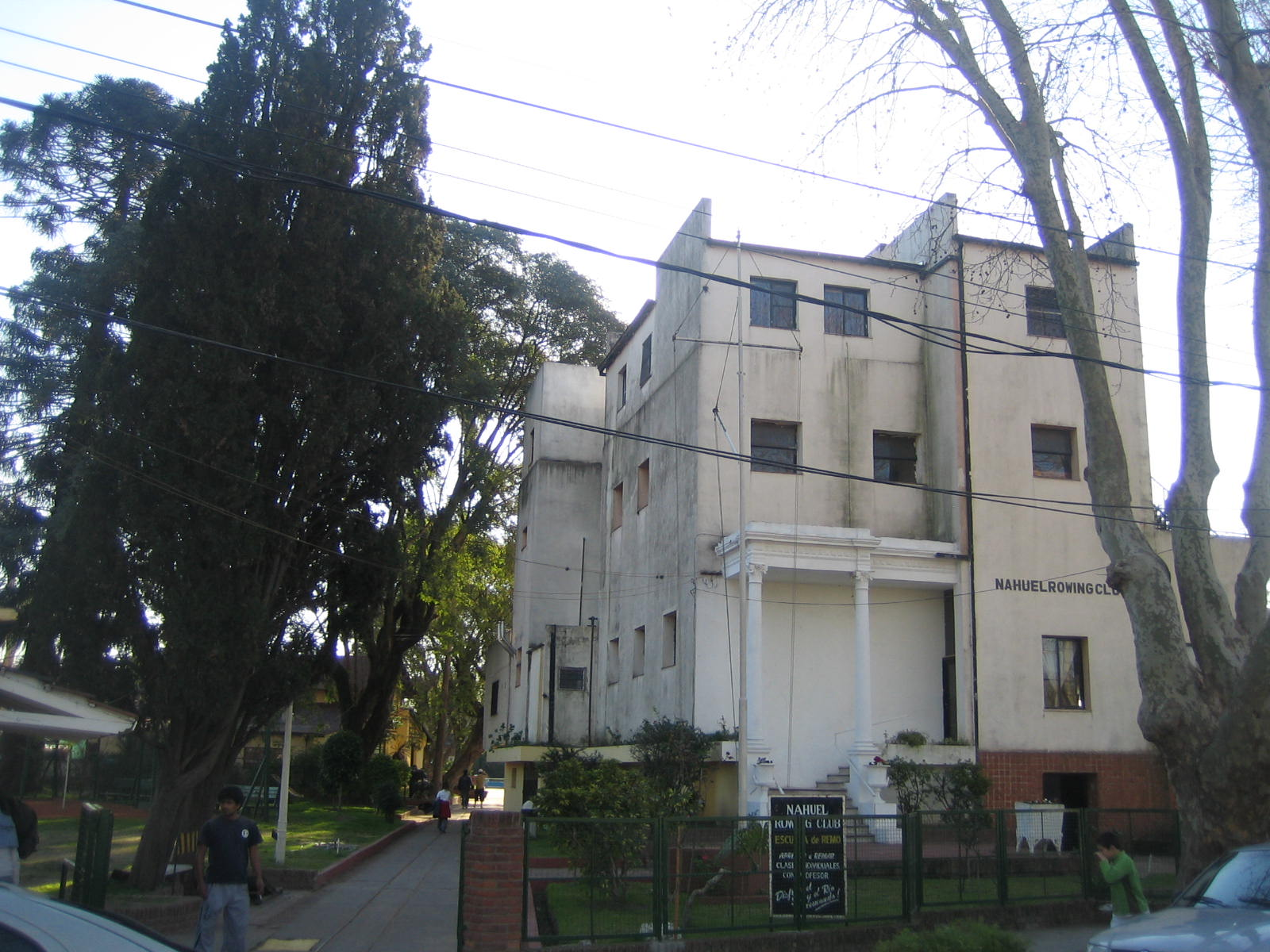
Nahuel Rowing Club.
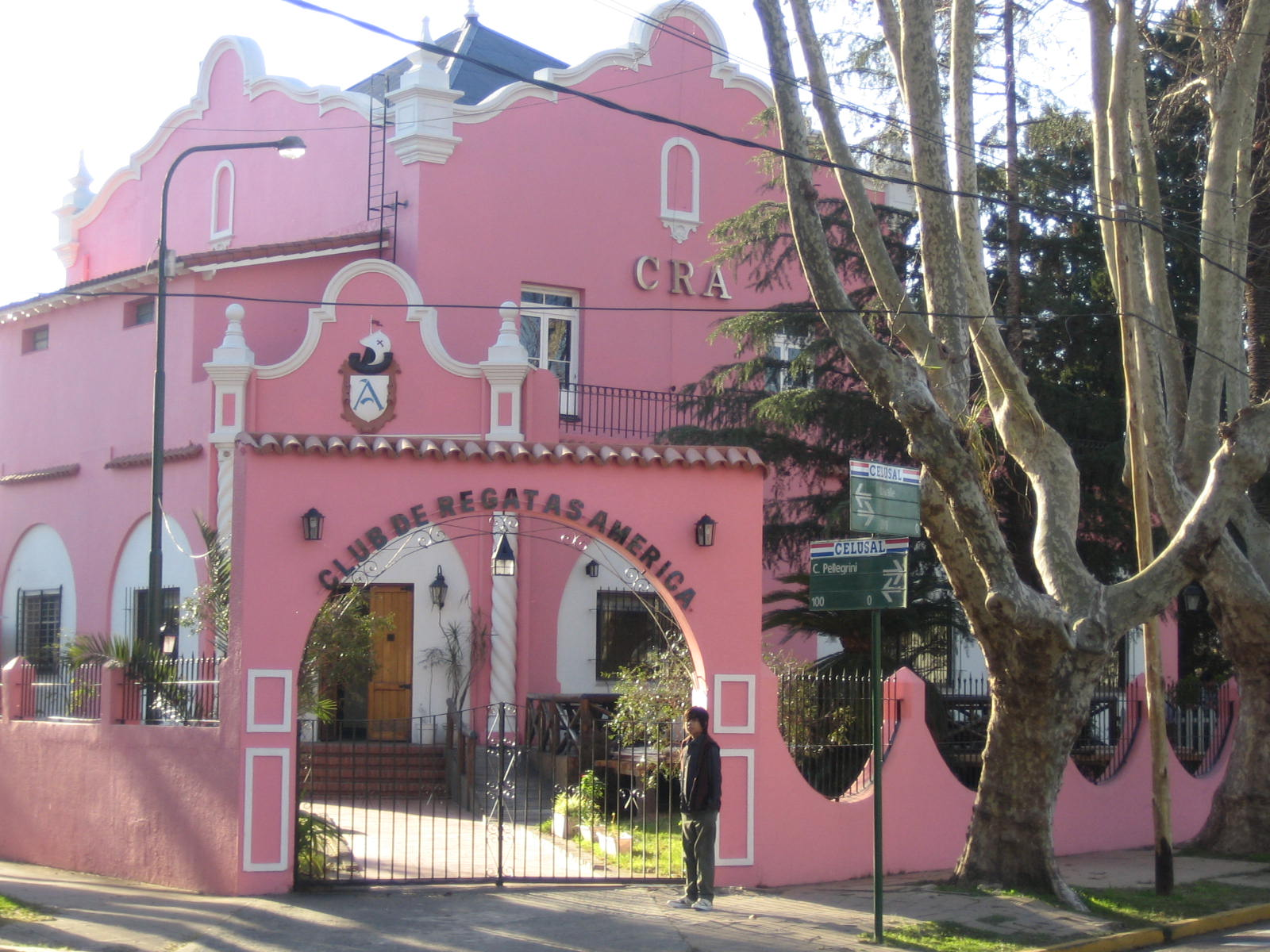
Club de Regatas América.
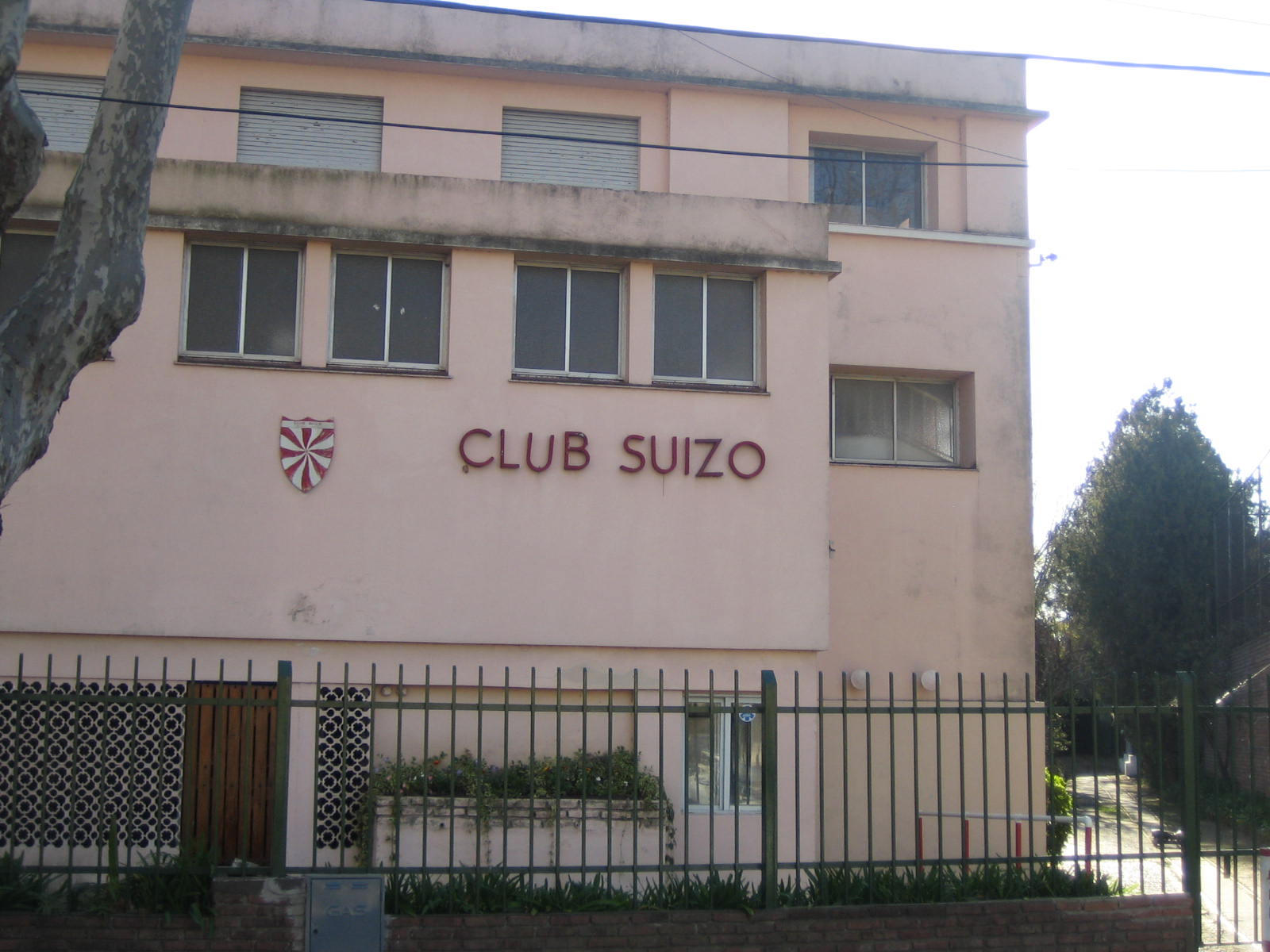
Club Suizo de Buenos Aires.

## Escudos de los clubes
- Club de remo el nacional.Club de remo el nacional.

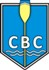
Campana Boat Club.
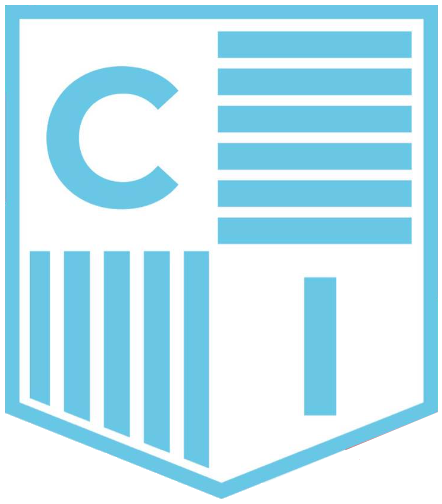
Club Canottieri Italiani.
Club de Remo Teutonia.Club de Remo Teutonia.
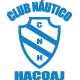
Club Náutico Hacoaj.
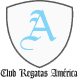
Club Regatas América.
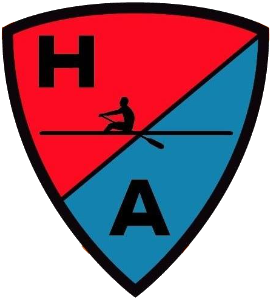
Club Regatas Hispano Argentino.
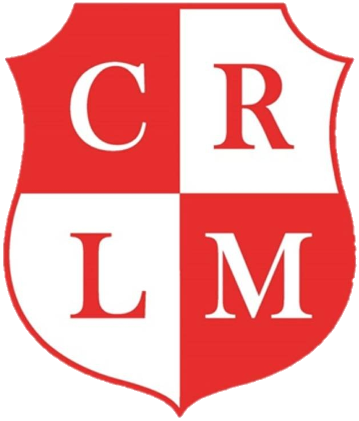
Club Regatas La Marina.
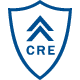
Club Remeros Escandinavos.
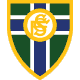
Club San Fernando.
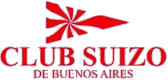
Club Suizo de Buenos Aires.
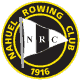
Nahuel Rowing Club.
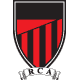
Rowing Club Argentino.